# Гидрограф (график)

Единичный гидрограф

Гидрограф — график изменения во времени расходов воды в реке или другом водотоке за год, несколько лет или часть года (сезон, половодье или паводок).
Гидрограф строится на основании данных о ежедневных расходах воды в месте наблюдения за речным стоком. На оси ординат откладывается величина расхода воды, на оси абсцисс — отрезки времени. Гидрограф отражает характер распределения водного стока в течение года, сезона, половодья (паводка), межени. Гидрограф используется для вычисления эпюры руслоформирующих расходов воды.
Единичный гидрограф — гидрограф, показывающий изменение расходов воды во время единичного паводка.
Типовой гидрограф — гидрограф, отражающий общие черты внутригодового распределения расхода воды в реке.
Многолетний гидрограф паводка — расчётная паводочная волна в определённом створе водотока, характеризуемая определённым многолетним расходом, типовым гидрографом и соответствующим объёмом.